# ペトロポリターナ (小惑星)
ペトロポリターナ (830 Petropolitana) は小惑星帯に位置する小惑星である。ウクライナのシメイズ天文台でグリゴリー・ネウイミンによって発見された。
ソビエト連邦の都市ペトログラードのラテン語名「ペトロポリス」にちなんで命名された。